# 커스드 (영화)
《커스드》(영어: Cursed)는 미국과 독일에서 제작된 웨스 크레이븐 감독의 2005년 공포 코미디 영화이다. 크리스티나 리치, 제시 아이젠버그, 조슈아 잭슨, 주디 그리어 등이 출연하였고, 메리앤 매덜리나 등이 제작에 참여하였다.

## 줄거리
로스앤젤레스에 사는 16살 지미와 누나 엘리가 늑대인간에게 당해 늑대인간이 된다. 유일한 치료법은 저주를 옮긴 늑대인간의 혈통을 끊는 것이다.

## 출연
- 크리스티나 리치 - 엘리 마이어스 역
- 제시 아이젠버그 - 지미 마이어스 역
- 조슈아 잭슨 - 제이크 테일러 역
- 주디 그리어 - 조니 역
- 마일로 벤티밀리아 - 보 역
- 크리스티나 아나파우 - 브룩 역
- 포샤 더로시 - 젤라 역
- 섀넌 엘리자베스 - 베키 모턴 역
- 마이아 - 제니 테이트 역
- 마이클 로즌바움 - 카일 역
- 에릭 레이딘 - 루이 역
- 미셸 크루직 - 코피를 흘리는 동료 역
- 닉 오퍼먼 - 경관 역
- 데릭 미어스 - 늑대인간 역
- 스콧 베이오 - 본인 역
- 크레이그 킬본 - 본인 역
- 랜스 배스 - 본인 역
- 볼링 포 수프 - 본인들 역
- 솔라 - 지퍼, 엘리와 지미의 개 역

## 기타 제작진
- 배역: 리사 비치, 마크 베넷, 세라 캐츠먼, 그레그 오슨
- 미술: 크리스 콘웰, 브루스 앨런 밀러
- 의상: 앨릭스 프리드버그